# Paul Frantz
Paul Frantz (4 de julho de 1915 — 12 de novembro de 1995) foi um ciclista luxemburguês. Competiu na prova individual e por equipes de ciclismo em estrada nos Jogos Olímpicos de 1936, realizados em Berlim, Alemanha.